# Чжу Гуанцянь
Чжу Гуанця́нь (кит. упр. 朱光潜, пиньинь Zhū Guāngqián) — известный китайский специалист в области эстетики, литературы и искусства. Основоположник современной китайской эстетики как самостоятельной научной дисциплины.
Работы Чжу Гуанцяня оказали большое влияние на развитие китайской эстетики. Благодаря его переводам, а также сочинению под названием «История западной эстетики» (кит. трад. 西方美學史, упр. 西方美学史) китайское научное сообщество получило возможность изучить западную модель эстетического учения.
Чжу Гуанцянь — последователь итальянского философа Бенедетто Кроче.

## Биография
Чжу Гуанцянь родился в Тунчэне, провинции Аньхой в 1897 году. После окончания средней школы, в 1917 году уехал в Учан (теперь район города Ухань провинции Хубэй) для поступления в педагогическое училище. Проучившись там один год, Чжу Гуанцянь благодаря поддержке министерства образования поступает в Гонконгский университет, где занимается изучением англоязычной литературы, психологии и биологии.
В 1925 году получил государственную стипендию и был отправлен в Эдинбургский университет, где, помимо прочего, изучал историю искусств и историю Европы. С 1928 года на протяжении некоторого времени учился в Лондонском университете. В 1931 году Чжу Гуанцянь отправляется в Париж и, после пары лет обучения в Страсбургском университете, получает докторскую степень по литературе. В том же году он возвращается на родину и начинает читать лекции в Пекинском университете.
Вплоть до 1946 года Чжу Гуанцянь также преподаёт и в других университетах Китая: Цинхуа, Сычуаньском и Уханьском университетах. Его лекции посвящены истории литературной критики, психологии искусства, а также крупнейшим западным писателям. В 1946 году он становится деканом факультета западных языков в Пекинском университете, а с 1949 года — членом правления Всекитайской ассоциации литературы и искусства и председателем Китайского научного общества эстетики.

## Взгляды
В 1930—1940-х годах Чжу Гуанцянь придерживается точки зрения, что эстетическое чувство не затрагивает утилитарную сферу, а исходит из непосредственного восприятия, тем самым не нуждаясь в понятиях. Следовательно, Чжу Гуанцянь считал, что эстетический опыт является опытом непосредственного образного восприятия.
В 1950-х годах выступил со своим учением о природе прекрасного, в котором прекрасное представляется как выражение единства объективных и субъективных факторов. При этом под объективными факторами он понимал объективные предметы и явления, а под субъективными — эмоциональную сферу и субъективные формы познания.
В 1960-х годах Чжу Гуанцянь в своих философских построениях делает акцент на марксистском понятии — производственной практике, посредством которой могут быть соединены объективный мир и субъективная человеческая активность.

## Работы

### Сочинения
- «Беседы о прекрасном»/«Тань мэй» (кит. трад. 談美, упр. 谈美), 1932
- «Психология трагедии»/«Бэйцзюй синьлисюэ» (кит. трад. 悲劇心理學, упр. 悲剧心理学), 1933
- «Психология искусства»/«Вэньи синьлисюэ» (кит. трад. 文藝心理學, упр. 文艺心理学), 1936
- «История западной эстетики»/«Сифан мэйсюэ ши» (кит. трад. 西方美學史, упр. 西方美学史), 1963

### Переводы
Чжу Гуанцянь перевёл на китайский язык ряд значительных западных трудов по эстетике, среди которых «Диалоги» Платона (1963), «Лекции по эстетике» Гегеля (1959—1981) и «Сущность эстетики» Б. Кроче (1947).